# ماوا ویش (شهرستان گرویتس)
ماوا ویش (شهرستان گرویتس) (به لاتین: Mała Wieś) یک روستا در لهستان است که در گمینا بلسک دوژه واقع شده‌است.